# SN 1994V
SN 1994V – supernowa odkryta 14 lipca 1994 roku w galaktyce M-03-38-25. W momencie odkrycia miała maksymalną jasność 17,00m.